# Václavov u Bruntálu
Václavov u Bruntálu (deutsch Wildgrub) ist eine Gemeinde in der tschechischen Region Moravskoslezský kraj mit 490 Einwohnern. Sie erstreckt sich acht Kilometer westlich von Bruntál im Tal des Kočovský potok.

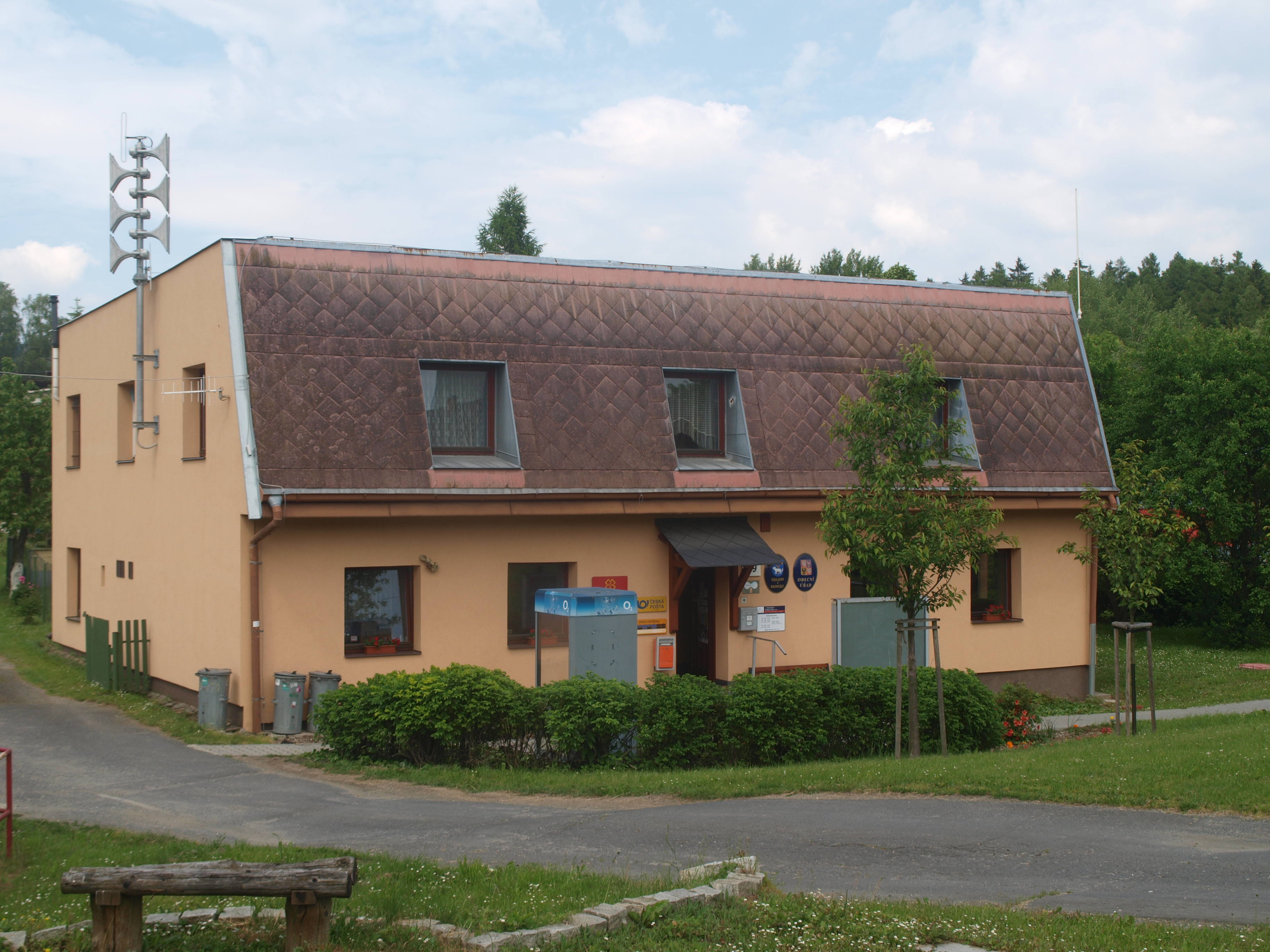
Gemeindehaus (Aufnahme 2016)

## Geschichte
Die erste schriftliche Erwähnung von Nieder Wildgrub erfolgte im Jahre 1405; nach der Ortschronik soll das Dorf bis 1385 den Namen Nikolaus getragen haben. In den 1870er Jahren erhielten beide Gemeinden auch tschechische Namen: Horní Vildgrub und Dolní Vildgrub, die 1921 in Horní Velkruby und Dolní Velkruby geändert wurden. Von 1938 bis 1945 gehörte das Gebiet zum Landkreis Freudenthal im Regierungsbezirk Troppau des deutschen Reichsgaus Sudetenland. 1950 schlossen sich Horní Velkruby und Dolní Velkruby zur Gemeinde Václavov u Bruntálu zusammen.

## Gemeindegliederung
Die Gemeinde Václavov u Bruntálu besteht aus den Ortsteilen und Katastralbezirken Dolní Václavov (Nieder Wildgrub) und Horní Václavov (Ober Wildgrub). Grundsiedlungseinheiten sind Dolní Václavov, Horní Václavov und Lesní Mlýn (Buschmühle).

## Söhne und Töchter der Gemeinde
- Johann Riedel (1654–1736), deutscher Bildhauer
- Florian Gröger (1871–1927), österreichischer Politiker
- Rudolf Schittenhelm (1897–1945), deutscher Politiker